# Construction des planeurs
Vous pouvez partager vos connaissances en l’améliorant (comment ?) selon les recommandations des projets correspondants.
 (novembre 2023).
Si vous disposez d'ouvrages ou d'articles de référence ou si vous connaissez des sites web de qualité traitant du thème abordé ici, merci de compléter l'article en donnant les références utiles à sa vérifiabilité et en les liant à la section « Notes et références ».
 (novembre 2023).
Plusieurs techniques distinctes ont été utilisées pour la construction des planeurs. Celles-ci sont similaires à celles employées pour la construction aéronautique en général, à ceci près que, pour les planeurs, la recherche de performance prime souvent sur l'objectif de rentabilité. Les matériaux composites sont ainsi utilisés depuis les années 1960 pour les planeurs, alors qu'en aviation légère, leur démocratisation ne date que des années 1990 et que l'aviation commerciale commence tout juste[Quand ?] à introduire leur utilisation.
Depuis l'avènement de l'aéronautique sans moteur, trois techniques principales ont été utilisées :
- La construction toilée : une structure, la plupart du temps en bois, parfois en métal, est recouverte de toile. C'est la technique utilisée pour l'immense majorité des planeurs jusqu'aux années 1960.
- La construction métallique : quelques constructeurs ont choisi de construire structure et voilure en métal. Cette technique fut assez peu répandue pour la construction des planeurs, alors qu'elle est encore très largement utilisée en aviation.
- La construction composite : expérimentale dans les années 1960, les performances qu'elle a permis d'atteindre ont été si encourageante que, dès les années 1970, l'immense majorité des planeurs étaient conçus en matériaux composites. Aujourd'hui, seuls les constructeurs de planeurs ultra-légers emploient encore occasionnellement d'autres méthodes.